# Open Bogotá
O Seguros Bolivar Open Bogotá é uma competição de tênis de nível ATP Challenger Tour, realizado desde 2005, em piso de saibro, em Bogotá, Colômbia.

## Edições

### Simples
| Ano  | Campeão          | Vice-Campeão      | Placar             |
| ---- | ---------------- | ----------------- | ------------------ |
| 2016 | Facundo Bagnis   | Horacio Zeballos  | 3–6, 6–3, 7–6(7–4) |
| 2015 | Eduardo Struvay  | Paolo Lorenzi     | 6–3, 4–6, 6–4      |
| 2014 | Não realizado    | Não realizado     | Não realizado      |
| 2013 | Víctor Estrella  | Thomaz Bellucci   | 6–2, 3–0, retired  |
| 2012 | Alejandro Falla  | Santiago Giraldo  | 7–5, 6–3           |
| 2011 | Feliciano López  | Carlos Salamanca  | 6–4, 6–3           |
| 2010 | Robert Farah     | Carlos Salamanca  | 6–3, 2–6, 7–6(7–3) |
| 2009 | Marcos Daniel    | Horacio Zeballos  | 4–6, 7–6(5), 6–4   |
| 2008 | Mariano Puerta   | Ricardo Hocevar   | 7–6(2), 7–5        |
| 2007 | Carlos Salamanca | Thomaz Bellucci   | 4–6, 6–3, 6–2      |
| 2006 | Santiago Giraldo | Bruno Echagaray   | 6–3, 1–6, 6–2      |
| 2005 | Marcos Daniel    | Jean-Julien Rojer | 6–4, 6–4           |

### Duplas
| Ano  | Campeões                                | Vice-Campeões                         | Placar                               |
| ---- | --------------------------------------- | ------------------------------------- | ------------------------------------ |
| 2016 | Marcelo Arévalo Sergio Galdós           | Ariel Behar Gonzalo Escobar           | 6–4, 6–1                             |
| 2015 | Julio Peralta Horacio Zeballos          | Nicolás Barrientos Eduardo Struvay    | 6–3, 6–4                             |
| 2014 | Não realizado                           | Não realizado                         | Não realizado                        |
| 2013 | Juan Sebastián Cabal Alejandro González | Nicolás Barrientos Eduardo Struvay    | 6–3, 6–2                             |
| 2012 | Marcelo Demoliner Víctor Estrella       | Thomas Fabbiano Riccardo Ghedin       | 6–4, 6–2                             |
| 2011 | Treat Conrad Huey Izak van der Merwe    | Juan Sebastián Cabal Robert Farah     | 7–6(7–3), 6–7(5–7), [7–2], defaulted |
| 2010 | Juan Sebastián Cabal Robert Farah       | Víctor Estrella Alejandro González    | 7–6(8–6), 6–4                        |
| 2009 | Sebastián Prieto Horacio Zeballos       | Marcos Daniel Ricardo Mello           | 6–4, 7–5                             |
| 2008 | Xavier Malisse Carlos Salamanca         | Juan Sebastian Cabal Michael Quintero | 6–1, 6–4                             |
| 2007 | Brian Dabul Santiago González           | Pablo González Leonardo Mayer         | 6–2, 6–2                             |
| 2006 | Daniel Garza Michael Quintero           | Rogério Dutra Silva Martin Vilarrubi  | 7–6(6), 6–4                          |
| 2005 | Brian Dabul Marcelo Melo                | Marcos Daniel Santiago González       | 6–4, 6–4                             |